# Jamal Blake
Jamal Blake ist ein Fußballspieler aus St. Vincent und die Grenadinen.

## Karriere
Er spielt im Mittelfeld. Am 30. März 2012 debütierte er in der Nationalmannschaft von St. Vincent und den Grenadinen in einem Freundschaftsspiel gegen Antigua & Barbuda, bei dem er in der 67. Minute eingewechselt wurde. Vier Jahre später stand er noch einmal bei einem inoffiziellen Länderspiel gegen Martinique in der Nationalmannschaft.